# Cheng Xunzhao
Cheng Xunzhao (en chino: 程训钊; Xuzhou, 9 de febrero de 1991) es un deportista chino que compite en judo.
Participó en los Juegos Olímpicos de Río de Janeiro 2016, obteniendo una medalla de bronce en la categoría de –90 kg. Ganó una medalla de bronce en el Campeonato Asiático de Judo de 2016.

## Palmarés internacional
| Juegos Olímpicos    | Juegos Olímpicos        | Juegos Olímpicos  | Juegos Olímpicos |
| Año                 | Lugar                   | Medalla           | Categoría        |
| ------------------- | ----------------------- | ----------------- | ---------------- |
| 2016                | Río de Janeiro (Brasil) | Medalla de bronce | –90 kg           |
| Campeonato Asiático |                         |                   |                  |
| Año                 | Lugar                   | Medalla           | Categoría        |
| 2016                | Taskent (Uzbekistán)    | Medalla de bronce | –90 kg           |